# Jinja (ville)
Pour les articles homonymes, voir Jinja.
Jinja est une ville située au nord du Lac Victoria, c'est le second centre commercial d'Ouganda.

## Histoire
La ville a été fondée en 1901 par les colons britanniques . En 1954, la construction du barrage des chutes d'Owen a submergé les chutes de Ripon. Le recensement national de la population de 2014 estimait la population de la ville à 72,931 personnes.

## Éducation
Il y a la Nsaka University et des campus de Makerere University, Busoga University, Kampala University.

## Lieux de culte
Parmi les lieux de culte, il y a principalement des églises et des temples chrétiens : Diocèse de Jinja (en) (Église catholique), Church of Uganda (Communion anglicane), Presbyterian Church in Uganda (Communion mondiale d'Églises réformées), Baptist Union of Uganda (Alliance baptiste mondiale), Assemblées de Dieu .  Il y a aussi des mosquées musulmanes.

## Événements culturels
Jinja est le lieu où est organisée annuellement le festival de musique électronique faisant référence en Afrique de l'Est, le Nyege Nyege Festival,.